# Karen Jeppe
Pour les articles homonymes, voir Jeppe.
Karen Jeppe, née le 1er juillet 1876 à Gylling (Danemark) et morte le 7 juillet 1935 à Alep (Syrie), est une missionnaire danoise et travailleur social connue pour son aide apportée aux réfugiés arméniens ottomans et aux survivants du génocide des Arméniens, principalement des veuves et des orphelins, depuis 1903 et jusqu'à sa mort en Syrie en 1935. Elle était membre de la mission orientale allemande de Johannes Lepsius en assumant la responsabilité (en 1903) des enfants arméniens de l'orphelinat allemand Millet Khan après les massacres d'Urfa de 1895.

## Travail et activités

### Avant la Première Guerre mondiale
En 1902, Jeppe a entendu parler pour la première fois des persécutions à l'encontre des Arméniens dans l'Empire ottoman par son directeur d'école H. C. Frederiksen (appelé aussi Friser) qui a présenté un article écrit par Aage Meyer-Benedictsen (1866-1927) , un linguiste danois juif islandais, écrivain, philologue et intellectuel anti-impérialiste laïc. Peu après, elle assiste à une lecture de Benedictsen à Copenhague où il achève son discours par un appel à l'aide pour le peuple arménien transmis par un vieil Arménien. Benedictsen lui-même a été l'un des premiers cosmopolites danois à s'intéresser à la persécution subie par les Arméniens ottomans et, durant l'un de ses voyages en Perse, il a visité la mission orientale allemande d'Urfa qui avait entamé l'édification d'une école orphelinat sous la supervision directe du pasteur allemand Johannes Lepsius. Lorsque Benedictsen est retourné au Danemark en 1902, il a pris l'initiative de fonder l'organisation laïque des « Amis danois des Arméniens » (Danske Armeniervenner DA).
Profondément bouleversée par la lecture de Benedictsen, ce dernier informe Jeppe que le docteur Lepsius cherche une enseignante pour son école d'Urfa. Le 1er octobre 1903, elle quitte son domicile pour un long voyage à travers l'Europe et l'Asie mineure pour arriver à Urfa (aujourd'hui Şanlıurfa en Turquie), où elle est accueillie par des centaines d'Arméniens, rassemblés pour rencontrer la femme européenne nouvellement arrivée. En moins d'un an, elle apprend l'arménien, l'arabe et le turc, puis elle commence à travailler à l'école en y introduisant de nouvelles méthodes d'enseignement.
En 1909, après les massacres d'Adana, Jeppe poursuit son travail en fournissant chaque jour du pain aux Arméniens, en achetant un terrain dans les montagnes où elle plante des vignes, et en tissant de bonnes relations avec des Kurdes et des Arabes. Elle est assistée par Misak Meklonian, un jeune orphelin arménien qu'elle a adopté. Pendant cette période, Jeppe a également adopté Lucia, une orpheline rescapée du génocide.

### Pendant la Première Guerre mondiale
Après le déclenchement de la Première Guerre mondiale, des massacres et des tueries en masse d'Arméniens sont perpetrés par les Jeunes-Turcs. Jeppe a tenté d'organiser les efforts de secours et aidé les réfugiés arméniens à traverser Urfa en route pour les camps de la mort dans le désert syrien de Deir ez-Zor, leur fournissant eau et nourriture et en cachant plusieurs d'entre eux sous le plancher de sa maison,,. Elle ne quittera jamais Urfa durant la guerre et aura aidé de nombreux Arméniens à s'échapper en les déguisant en Kurdes et en Arabes,. Après la Première Guerre mondiale, elle est obligée, pour des raisons de santé, de retourner au Danemark en 1918, où elle fait campagne en faveur des Arméniens.

### Jeppe à Alep
Après avoir passé trois ans au Danemark, Jeppe décide de retourner en Syrie. Lors de son arrivée à Alep en 1921, elle s'occupe des veuves arméniennes en créant des orphelinats, des écoles, des dispensaires et des salles de travail, et a secouru deux mille femmes et enfants arméniens dispersés dans la région, en tant que directeur à Alep de la Commission pour la protection des femmes et enfants au proche-Orient, sous l'égide de la Société des nations,,. Cependant, la situation s'aggrave en 1922, avec l'arrivée de nouvelles vagues de réfugiés arméniens à Alep, échappant aux massacres de Cilicie, alors que les troupes françaises — contrairement à leurs promesses — évacuent Cilicie en 1921, laissant des milliers d'Arméniens se faire tuer ou expulser par les nationalistes turcs,.
En 1924, après des négociations avec un riche sheik bédouin, Hadjim Pasha, Jeppe loue une partie de ses terres à l'ouest d'Alep, dans la vallée d'Euphrate, pour un bon prix. En 1925, elle est rejointe par deux nouvelles assistantes venues du Danemark, Jenny Jensen et Karen Bjerre, qui l'ont aidée à concentrer ses efforts sur ce projet. D'un autre côté, les dirigeants français en Syrie ont proposé de créer une colonie agricole pour les réfugiés arméniens, mais personne n'y a adhéré. Les Arméniens ont perdu toute confiance envers les dirigeants français, après leur retrait de Cilicie qui a eu des conséquences fatales pour nombre de leurs compatriotes,.
Hadjim Pasha devient un excellent ami de Karen Jeppe, l'aidant à des tâches pratiques et en assurant la sécurité des colons arméniens grâce à son statut et son emprise sur la région.

## Vie dans les années 1930 et mort

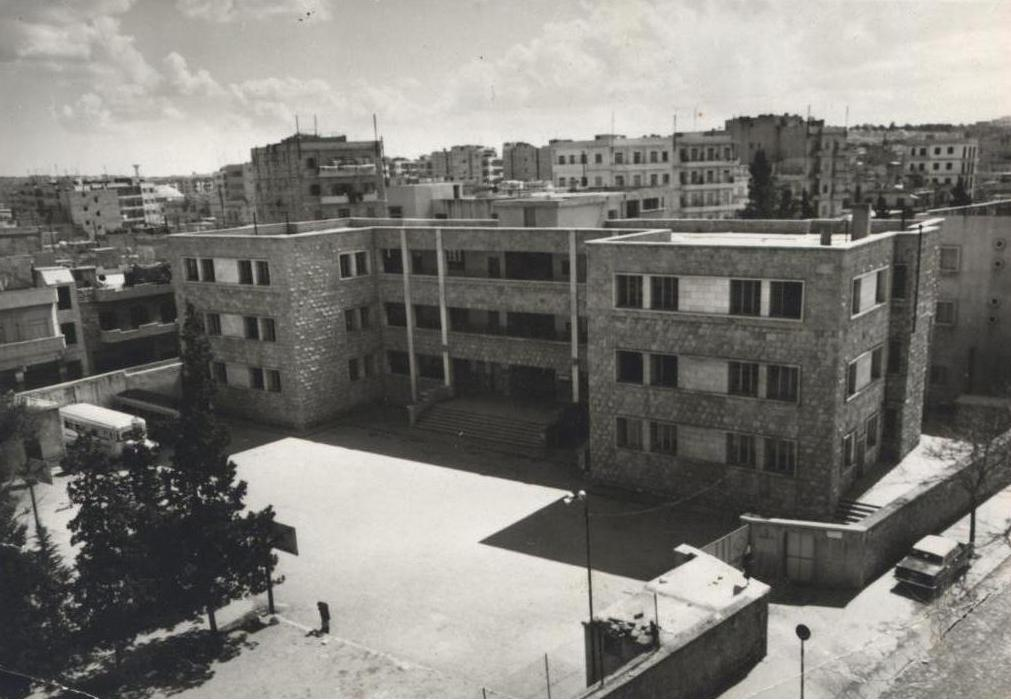
Lycée arménien Karen-Jeppe à Alep en 1973.

Karen Jeppe a déployé tous les efforts possibles pour établir de bonnes relations entre les bédouins et les paysans arméniens, grâce à quoi elle a réussi à créer six colonies agricoles arméniennes dans la région de Raqqa comme Tel Armen, Tel Samen, Charp Bedros, Tineh, etc..
Jeppe revient au Danemark pour la dernière fois à l'automne 1933. À son retour en Syrie, elle contracte le paludisme. Après une rémission partielle, elle continue ses efforts envers le développement des communautés arméniennes nouvellement créées. À l'été 1935, elle subit une grave attaque de paludisme lors de son séjour dans sa maison blanche de la colonie agricole. Transférée à l'hôpital d'Alep, elle y meurt le 7 juillet 1935 à l'âge de 59 ans. Elle est enterrée dans le cimetière arménien d'Alep.

## Hommages
Karen Jeppe a été désignée comme la « mère danoise des Arméniens » par le Festival international du film d'Erevan connu comme le « Festival international du film de l'Abricot d'or » .
Le premier établissement d'enseignement supérieur arménien d'Alep (ouvert en 1946) porte le nom de Karen Jeppe. Pendant la guerre civile syrienne, l'école a été fermée et temporairement transférée dans une région plus sûre d' Alep.
En 1927, le Danemark lui a décerné la médaille d'or du Mérite (en danois Fortjenstmedaljen i Guld).